# Waldkirch (Suíça)
Waldkirch é uma comuna da Suíça, no Cantão São Galo, com cerca de 3 153 habitantes. Estende-se por uma área de 31,25 km², de densidade populacional de 101 hab/km². Confina com as seguintes comunas: Andwil, Bischofszell (TG), Gaiserwald, Gossau, Häggenschwil, Hauptwil-Gottshaus (TG), Niederbüren, Wittenbach.
A língua oficial nesta comuna é o alemão.